# 別離 (1968年の映画)
『別離』（原題：La Chamade）は、1968年公開のフランスの映画。フランソワーズ・サガンの小説『熱い恋』を原作としている。監督はアラン・カヴァリエ。主演はカトリーヌ・ドヌーヴとミシェル・ピコリ。

## キャスト
| 役名         | 俳優                       | 日本語吹替                                                          |
| 役名         | 俳優                       | NETテレビ版                                                         |
| ------------ | -------------------------- | ------------------------------------------------------------------- |
| ルシール     | カトリーヌ・ドヌーヴ       | 小沢左生子                                                          |
| シャルル     | ミシェル・ピコリ           | 高橋昌也                                                            |
| アントワーヌ | ロジェ・ヴァン・オール     | 志垣太郎                                                            |
| ジョニー     | ジャック・セレ             | 羽佐間道夫                                                          |
| ディアンヌ   | イレーネ・テュンク         | 沢田敏子                                                            |
| クレール     | フィリピーヌ・ド・ロチルド | 市川千恵子                                                          |
| ポーリーヌ   | ルイーズ・リオトン         | 高村章子                                                            |
| エティエンヌ | アミドウ                   |                                                                     |
| マリアンヌ   | モニーク・ルジューン       |                                                                     |
| 不明 その他  |                            | 野島昭生 浅井淑子 岸野一彦 叶年央 古川登志夫 巴菁子 徳丸完 今西正男 |
|              |                            |                                                                     |
| 演出         | 演出                       | 中野寛次                                                            |
| 翻訳         | 翻訳                       | 森みさ                                                              |
| 効果         | 効果                       | 芦田公雄/熊耳勉                                                     |
| 調整         | 調整                       | 前田仁信                                                            |
| 制作         | 制作                       | 東北新社                                                            |
| 解説         | 解説                       | 淀川長治                                                            |
| 初回放送     | 初回放送                   | 1976年2月15日 『日曜洋画劇場』                                      |

## スタッフ
- 監督：アラン・カヴァリエ
- 脚本：フランソワーズ・サガン、アラン・カヴァリエ
- 撮影：ピエール・ロム
- 衣装：イヴ・サン＝ローラン
- 音楽：モーリス・ルルー